# Baby I
Baby I è un singolo della cantante statunitense Ariana Grande, pubblicato il 22 luglio 2013 come secondo estratto dal primo album in studio Yours Truly.

## Pubblicazione
In un'intervista Grande affermò che Baby I era più sofisticato e maturo del suo precedente successo The Way, e per questo era molto impaziente di pubblicarlo. Prima dell'uscita ufficiale sono stati caricati sul web vari snippet. La canzone è stata ufficialmente pubblicata su iTunes il 22 luglio 2013.

## Descrizione
Baby I è un brano R&B e pop, scritto e prodotto da Babyface, Tony Dixon e j.Que.
Un autore di Rap-Up, ha descritto il brano come una canzone estiva. Molti critici hanno notato l'influenza del R&B anni novanta, sia nel brano che nell'album Yours Truly. La critica ha anche notato un'influenza disco anni settanta, che PopCrush ha descritto come il ritorno di Mariah Carey.

## Video musicale
Il video musicale, registrato tra il 28 e il 29 luglio 2013, Ariana lo definisce un ritorno agli anni novanta con molti colori e un sacco di vestiti baggy. Un teaser del video fu caricato sul canale personale di YouTube il 5 settembre 2013, e il giorno dopo fu caricato il video intero sul suo canale Vevo. Il video attualmente supera i 100 milioni di visualizzazioni.

## Tracce
Testi e musiche di Kenneth Edmonds, Antonio Dixon e Patrick Smith.
1. Baby I – 3:17

## Classifiche
| Classifica (2013) | Posizione massima |
| ----------------- | ----------------- |
| Canada            | 57                |
| Paesi Bassi       | 39                |
| Stati Uniti       | 21                |

## Date di pubblicazione
| Paese       | Data di pubblicazione | Formato/i                      | Etichetta |
| ----------- | --------------------- | ------------------------------ | --------- |
| Stati Uniti | 22 luglio 2013        | download digitale              | Republic  |
| Stati Uniti | 8 agosto 2013         | Crossover ritmato per la radio | Republic  |